# Traun
Traun è un comune austriaco di 24 066 abitanti nel distretto di Linz-Land, in Alta Austria; ha lo status di città (Stadt).

## Amministrazione

### Gemellaggi
- Forlimpopoli[senza fonte]